# Kościół Zwiastowania Najświętszej Maryi Panny w Tomaszowie Lubelskim
Kościół Zwiastowania Najświętszej Maryi Panny – rzymskokatolicki kościół parafialny należący do dekanatu Tomaszów - Północ diecezji zamojsko-lubaczowskiej.

## Historia

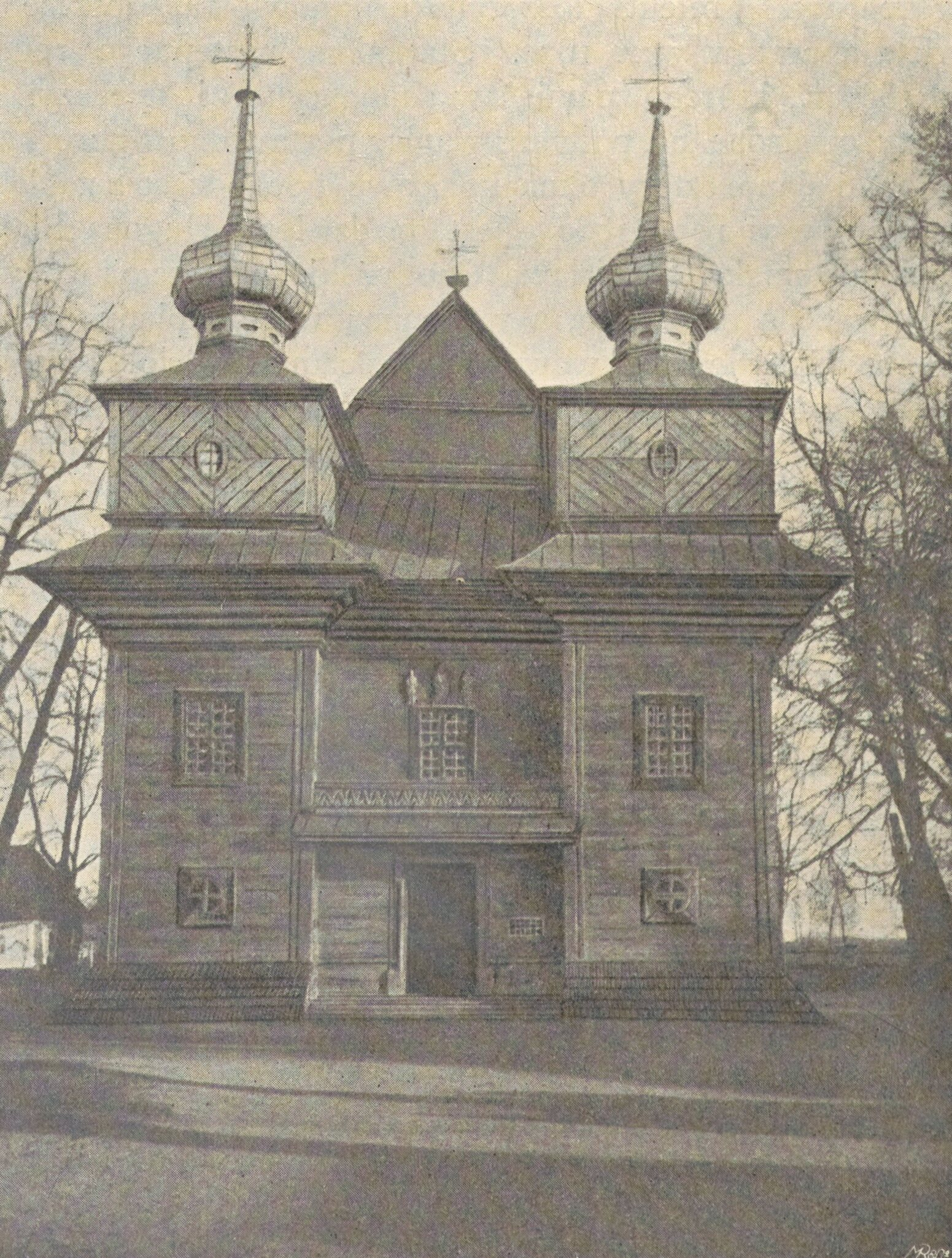
Widok kościoła przed 1908

W 1627 roku dzięki staraniom Tomasza Zamoyskiego, wojewody kijowskiego erygowana została parafia, a także została wybudowana zapewne do 1629 roku świątynia. Budowla została konsekrowana w 1668 roku. W wizytacji z 1671 roku zawarta jest informacja o potrzebie remontu, w wizytacjach z lat 1717 i 1726 zawarte są informacje o niektórych naprawach.
Budowla gruntownie remontowana w 1727 roku, dzięki staraniom Michała Zdzisława Zamoyskiego, wojewody smoleńskiego. Odnowiona zapewne w 1788 roku, dzięki funduszom Aleksandra Augusta Zamoyskiego. Dachy zostały odnowione około 1807 roku. Ponownie świątynia została konsekrowana w dniu 2 października 1832 roku przez biskupa Józefa Marcelego Dzięcielskiego. Przed 1873 roku wieże zostały pokryte blachą (w 1817 roku były jeszcze częściowo nakryte gontem), zapewne w tym samym czasie zmieniono kształt hełmów; dach świątyni i szczyty zostały pokryte blachą w 1878 roku; kościół był remontowany około 1929 roku (m.in. dachy).
Świątynia została gruntownie wyremontowana w 1962 roku m.in. powstały nowe konstrukcje wież, wyremontowano wiązanie dachowe oraz w latach 1990-1992 (wyremontowano podwaliny całości świątyni, legary, podłogę, zostały wzmocnione wiązania sufitu).

## Architektura
Jest to budowla orientowana, drewniana, posiadająca konstrukcję zrębową, postawiona na ceglanej podmurówce. Wybudowana na planie prostokąta, ma wysuniętą wschodnią część prezbiterium.
Na zwartą bryłę świątyni składają się:
- pseudobazylikowy korpus o trzech nawach i trzech przęsłach z trzema parami integralnie z nim połączonych kaplic;
- od strony zachodniej w przedłużeniu naw bocznych i kaplic dwie wieże na planie kwadratu lekko wysunięte przed fasadę, między nimi jest umieszczona kruchta na planie prostokąta z pomieszczeniem na piętrze;
- prezbiterium na planie prostokąta o dwóch przęsłach o tej samej szerokości co nawa, po jego lewej i prawej stronie, w przedłużeniu naw bocznych i kaplic są umieszczone aneksy na planie kwadratu o dwóch kondygnacjach: od strony południowej zakrystia, od strony północnej skarbczyk, w części parterowej zbudowany z cegły (nieznacznie wysunięty przed elewację północną);
- na piętrach znajdują się dawne kaplice (wzmiankowane w 1750 roku: pod wezwaniem Matki Bożej Różańcowej nad skarbczykiem, pod wezwaniem Przemienienia Pańskiego nad zakrystią), obecnie pełniące funkcję składzików.

W narożniku pomiędzy zakrystią i prezbiterium znajdowała się niewielka przybudówka o konstrukcji słupowej, powstała zapewne pod koniec XIX wieku, rozebrano ją w 1992 roku na polecenie wojewódzkiego konserwatora zabytków w Zamościu.

## Wyposażenie

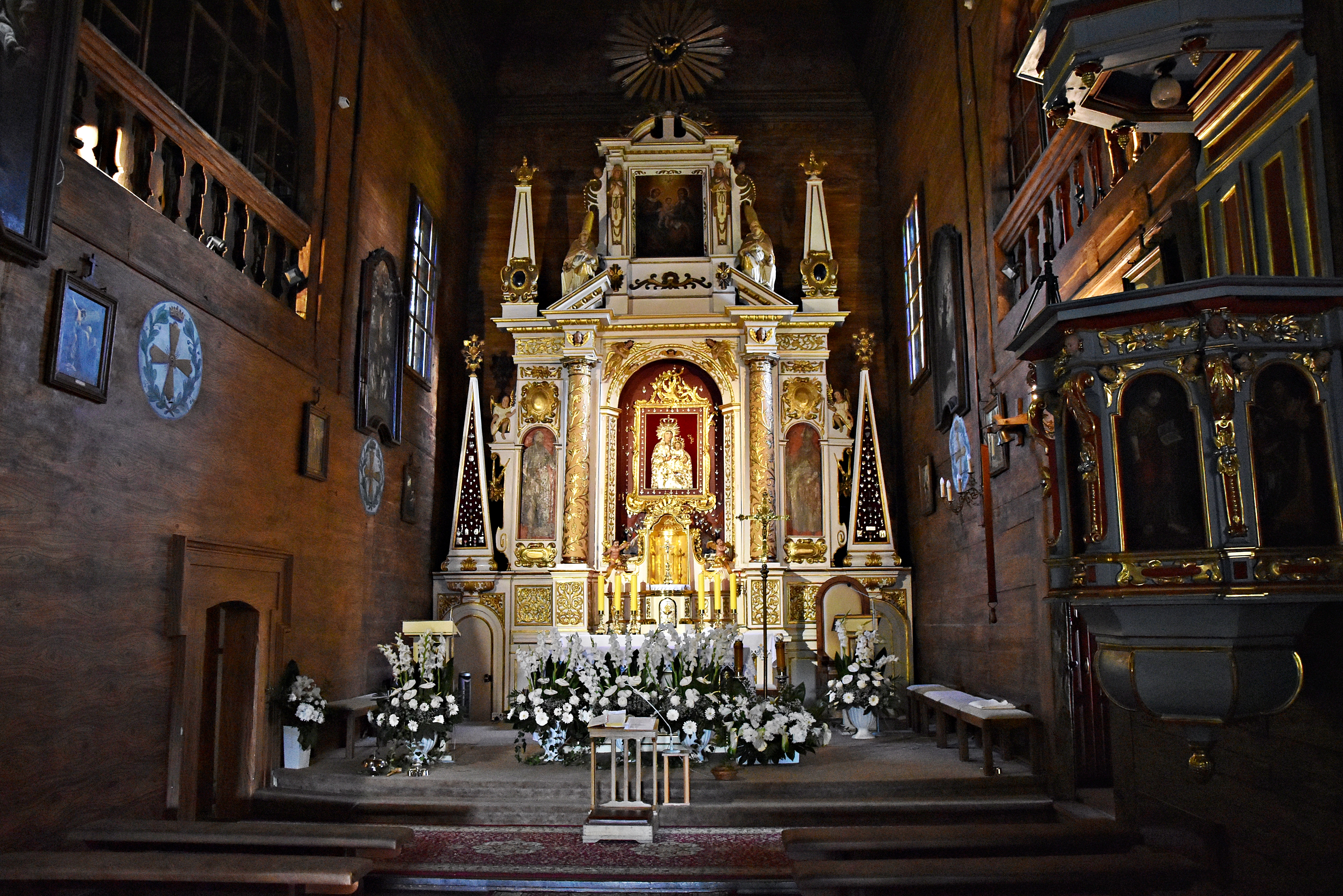
Prezbiterium

Wyposażenie pochodzi częściowo z dawnego klasztoru trynitarzy.
- W manierystycznym ołtarzu głównym z 1 połowy XVII wieku znajduje się cudowny obraz Matki Bożej Szkaplerznej z Dzieciątkiem i relikwie Świętego Feliksa.
- Cztery ołtarze boczne w stylu późnobarokowym, powstały pod koniec XVIII wieku.
- Kamienna chrzcielnica została wykonana z piaskowca na przełomie XVI i XVII wieku, druga drewniana pochodzi z 1 połowy XVIII wieku.
- Konfesjonały: w stylu barokowym z 1 połowy XVIII wieku i 2 w stylu rokokowym z 2 połowy XVIII wieku.
- Ambona w stylu wczesnobarokowym z baldachimem i rzeźbą Świętego Archanioła pochodzi z 1 połowy XVII wieku.
- Liczne obrazy pochodzą z XVIII wieku.
- Świątynia posiada krypty grobowe umieszczone pod prezbiterium i skarbcem[2].